# Stemmops carius
Stemmops carius là một loài nhện trong họ Theridiidae.
Loài này thuộc chi Stemmops. Stemmops carius được miêu tả năm 1996 bởi Marques & Buckup.